# Seepferdchenbrunnen

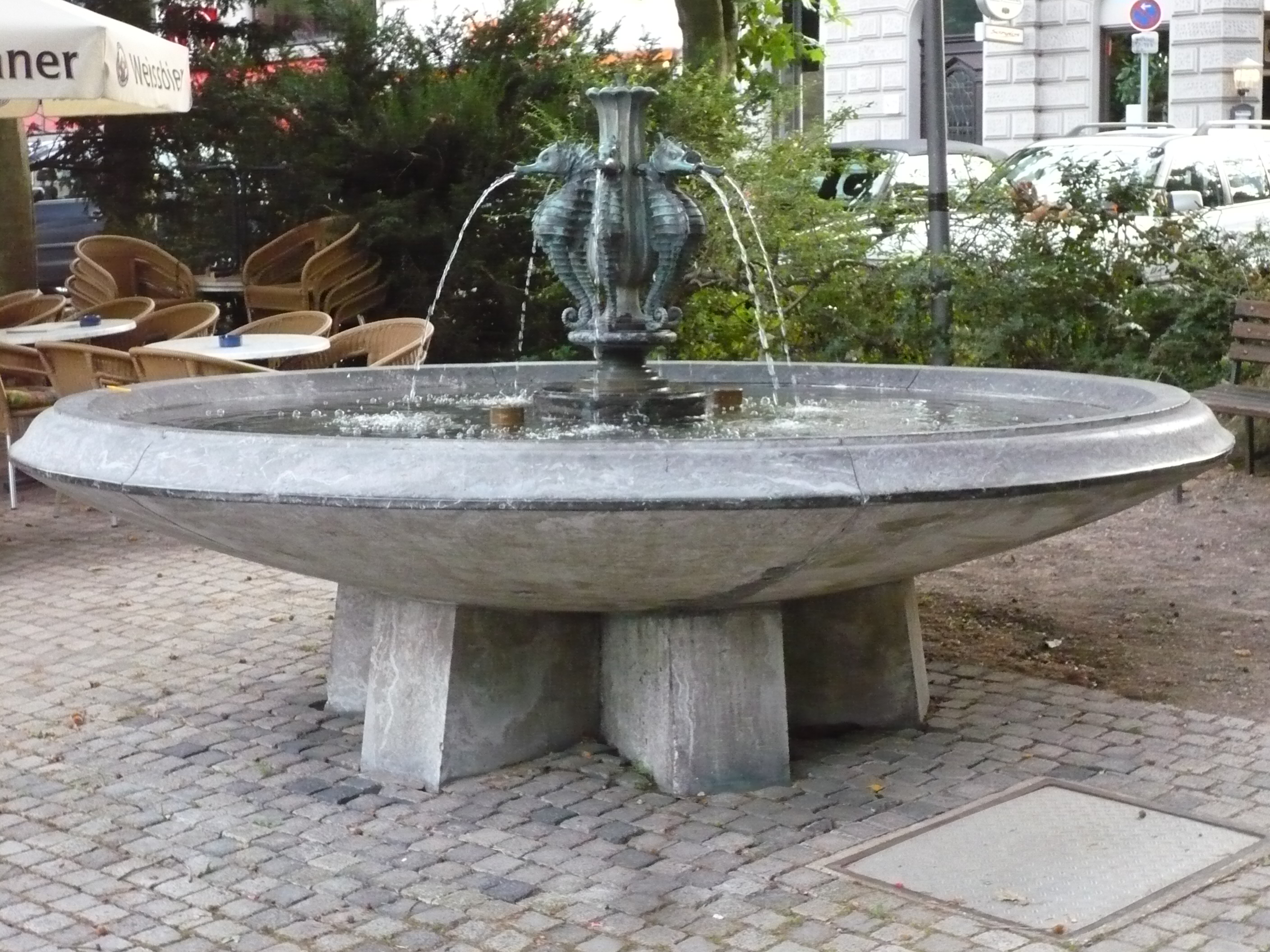
Seepferdchenbrunnen

Der Seepferdchenbrunnen ist ein Brunnendenkmal in Burtscheid nach einem Entwurf des Aachener Architekten Gerhard Thomalla, der 1956 ursprünglich in der Rotunde des Elisenbrunnens nach dessen Wiedererrichtung 1952/53 aufgestellt wurde. Die Bronzefiguren der sechs aufrecht um die Brunnensäule stehenden Seepferdchen schuf der Aachener Bildhauer Josef „Jupp“ Zeller. Die aus einem dunklen Marmorblock geschaffene Brunnenschale stammt aus der Steinmetzwerkstatt Ewald Mies, dem Bruder Ludwig Mies van der Rohes. Sie hat einen Durchmesser von 3,30 Meter. Nachdem der Brunnen aus dem Elisenbrunnen entfernt worden war, wurde er 1971 an seinem heutigen Standort an der Burtscheider Kapellenstraße aufgestellt.

## Trivia
Als Josef Zeller die Seepferdchen im Jahre 1953 schuf, wohnte er mit seiner Familie schräg gegenüber des jetzigen Brunnenstandorts, im Haus Kapellenstraße 45 (das später der Ferberparkerweiterung weichen musste).